# دی‌هیدروکسیل‌دار کردن
دی‌هیدروکسیل‌دار کردن یا دی‌هیدروکسیلاسیون (به انگلیسی: Dihydroxylation) فرایندی است که طی آن یک آلکن به یک دی‌ال مجاور تبدیل می‌شود. اگرچه مسیرهای زیادی برای دستیابی به این فرایند اکسایش وجود دارد، اما متداول‌ترین و مستقیم‌ترین فرایند، استفاده از یک فلز واسطه با حالت اکسایش بالا (به‌طور معمول اسمیم یا منگنز) است. این فلز غالباً به عنوان کاتالیزور استفاده می‌شود و اکسید کننده استوکیومتری دیگری نیز در محیط وجود دارد. علاوه بر این، سایر روش‌های شامل فلزات واسطه و غیرواسطه توسعه یافته و برای کاتالیز این واکنش مورد استفاده قرار گرفته‌اند.